# لویی کلمنت
لویی کلمنت (انگلیسی: Louie Clemente؛ زادهٔ ۲۳ ژانویهٔ ۱۹۶۵) طبل‌زن اهل ایالات متحده آمریکا است.